# دونالد وليامز
دونالد وليامز (بالإنجليزية: Donald Williams)‏ هو سياسي بريطاني، ولد في 17 أكتوبر 1919، وتوفي في 5 يناير 1990. حزبياً، نشط في حزب المحافظين. في الانتخابات الفرعية في مجلس العموم البريطاني ‏، انتخب عضو البرلمان الرابع والأربعون للمملكة المتحدة عن دائرة Dudley ‏ (28 مارس 1968 – 29 مايو 1970).